# Diana Lombard
Diana Lombard je izmišljeni lik u stripu Martin Mystère. Ona je dugogodišnja zaručnica, i končano supruga naslovnog junaka, Martina Mystèrea.

## Fiktivni životopis
Diana je rođena 1959. u malom gradu na jugu SAD-a u dobrostojećoj tradicionalističkoj obitelji. 1976., kada je napunila 17 godina, poslali su ju u Englesku, da pohađa koledž u Surreyju. Stekla je nekoliko prijateljica i često provodila vikende s njima i nihovim roditeljima. Njima je u posjet često dolazio i Samael G. Unborn, stručnjak za povijest, koji im je u detalje objašnjavao sve moguće vrste užasa iz proteklih stoljeća.

### Crna misa
Jedan dan, Unborn je poveo Dianu i njene prijateljice na jahanje te do napuštenog srednjovjekovnog dvorca. No tamo je Diana vidjela da se u dvorcu priprema sotonistički obred, crna misa, kojom je predsjedavao Unborn. Sve njezine prijateljice, kao i njihovi roditelji, bili su umješani u to. Unborn je Diani rekao da je ona "odabrana", no ona je užasnuta uspjela pobjeći, i vratiti se na koledž. No tamo je otkrila da je i upraviteljica koledža umješana u urotu, te je pobjegla. Policija joj nije povjerovala te se ona vratila kući u Ameriku. Roditelji nisu povjerovali njezinoj priči, vjerujući da je sve izmislila kako bi se riješila koledža. Čak su joj i isplanirali brak s bogatim mladićem, rekavši joj da može zaboraviti na financijsku potporu ako njezini ciljevi budu suprotni njihovim željama. Slobodoumna, Diana to nije htjela trpjeti te je napustila roditeljsku kuću kada je napunila 18 godina.

### New York
Diana se preselila u New York City te je čitavu sljedeću godinu radila kao konobarica, daktilografkinja, pa čak i kao pratilja, ali je sakupila dovoljno novca da se 1977. upiše na Sveučilište u New Yorku. Gotovo dvije godine poslije, Diana je ponovno srela Unborna, koji je uspio u njoj probuditi nepoznate razaralačke moći, te joj ponovno rekao kako je ona "odabrana". Diana je nakon toga pala u depresiju, i čak je razmišljala o samoubojstvu kada je upoznala profesora Aldrigea.

### Veza s Aldrigeom
Aldrige nije bio tipičan profesor, vjerovao je da između znanosti i magije nema granica. Često je na predavanjima govorio o natprirodnome što je i Dianu privuklo. On se zainteresirao za nju nakon što mu je ispričala svoj doživljaj u Engleskoj, te je između njih čak nastala i ljubavna veza, bez obzira na to što je Aldrige bio oženjen. Aldrige se povezao s nekim okultistima kako bi doznao više o Unbornu, te je 1978. prisustvovao obredu u podzemlju Londona gdje je Unborn (tada pod imenom Mabus) pokušao otvoriti vrata pakla. No obred su upropastili Martin Mystère i Dylan Dog, Mabusa su uništile paklenske sile koje je zazvao, a Aldrige se neopaženo vratio u New York i rekao Diani da je Unborn mrtav.

### Martin Mystère
Iste godine, Diana je na sveučilištu upoznala Martina Mystèrea, koji je od prije poznavao Aldrigea, koji je Dianu predstavio Martinu kao rođakinju. Martinu se nije svidjelo kako se Aldrige odnosi prema Diani tj. da ju iskorištava kao običan predmet, i spočitnuo mu to. Nakon toga se bacio na posao da Dianu odvoji od Aldrigea i nakon brojnih pokušaja, Diana se oslobodila Aldrigeova utjecaja. Ona i Martin su postali veliki prijatelji, a Aldrige Martinu ništa nije zamjerio, prorekavši mu da će jednoga njegovo prijateljstvo s Dianom prerasti u nešto više. Diana je uskoro postala Martinova tajnica, jer je imala određeno iskustvo s paranormalnim. 
Kada je Martin iz Mongolije doveo sa sobom neandertalca Javu, Diana se udala za Javu kako bi on dobio američko državljanstvo. No iako je taj brak bio lažan, nagnao je Martina da dublje razmisli o svom odnosu s Dianom, i od 1980. oni su u trajnoj ljubavnoj vezi.   
Diana i Martin su nastavili živjeti odvojeno, a njezini roditelji nisu odobravali njezinu vezu s čovjekom koji je 17 godina stariji od nje. No njihova veza je opstala. Diana je kasnije postala socijalna radnica te se brinula za siromašne u Harlemu. Veza Martina i Diane je 1995. okrunjena brakom, koji je ipak sporazumno zadržan u tajnosti, te su ga njih dvoje objavili tek 2002. godine.

### Smrt
Datum Dianine smrti nije poznat, iako je robotički Martin Mystère u budućnosti rekao kako "nije imala ni 70 godina kada je umrla", iz čega se može naslutiti da je možda poginula tijekom sveopće kataklizme uzrokovane projektom Inner Space 2024. godine. Grob izvornog Martina Mystèrea u budućnosti se nalazi na groblju u gradu New Yorku, koji je u potpunosti pod morem, pa je moguće da je i Diana tamo pokopana.

## Osobnost
Po izgledu, Diana je zanosna plavuša, skladno građena. Mister No ju je jednom prilikom opisao kao kombinaciju Lauren Bacall, Lane Turner i Rite Hayworth. Uvijek racionalna, ne sudjeluje baš u svakoj Martinovoj pustolovini, te i njega katkada pokušava odgovoriti od njih. Njihove duge godine zaruka su prešle trnovit put, jer iako je Diana Martinu uvijek bila vjerna, Martin je koji put znao skrenuti. Diana je često Martinu znala spočitnuti njegovu preveliku bliskost s njegovom prijateljicom Angie, koja ima nezgodnu naviku da hoda uokolo s malo odjeće i Martina zove "Dragi Marty".
Slobodnog duha, Diana puno drži do svoje neovisnosti. Njezini roditelji su namjeravali od nje napraviti neku vrst Scarlett O’Hara, te su joj i isplanirali brak, ali je Diana sve to odbila, pa i pod cijenu napuštanja roditeljske kuće. Roditelji se nisu složili s njezinom vezom s Martinom ali se na kraju pomirili s činjenicom da ona njega voli.
Mister No, pilot koji živi u prostoru rijeke Amazone je Dianin dobar prijatelj. Diana ga je 1993. nazvala "sredovječni pilot pun životne radosti", kako bi spočitnula Martinu nezainteresiranost za vatrene plesove Južne Amerike. 
Dianine parapsihološke moći nisu u potpunosti objašnjene, jer se aktiviraju samo kada je Mabus u njezinoj blizini, ali su vrlo snažne, jer tada Diana može obićnim mislima uništavati kamene gromade u komadiće.

## Ostale pojave
- U videoigri Martin Mystère: Operation Dorian Gray, Diana je jedan od glavnih likova. Igra je pravljena po istoimenoj epizodi iz stripa, no dok je tijekom radnje te epizode Diana još uvijek Martinova zaručnica, u videoigri mu je supruga.

- U animiranoj seriji Martin Mystery, Diana je Martinova polusestra. Njezina majka, nakon što je ostala udovica, udala se za Martinovog oca Gerarda, koji je također bio udovac. 16-ogodišnja brineta, Diana pohađa srednju školu Torrington u Kanadi, kao i Martin, te je za razliku od njega, uvijek racionalna i ozbiljna. Ne djeli Martinovu ljubav prema natprirodnom, ali sudjeluje u pustolovinama na koje ih šalje Centar, vladina tajna agencija koja istražuje natprirodne aktivnosti (Centar je ustvari promijenjeno ime tajne baze "Drugdje" iz stripa). Ne izlazi lako na kraj s Martinovom neozbiljnošću i neukusnim šalama na njezin račun pa ga ne oklijeva udariti kada zatreba. Najbolja prijateljica u školi joj je Jenni, Martinova djevojka, koja također zna Martinu izreći pokoju zamjerku. U seriji Diani glas posuđuje kanadska glumica Kelly Sheridan.